# Ocupación marroquí del Sahara Occidental
La ocupación marroquí del Sahara Occidental —Incorporación del Sahara por parte de Marruecos y Territorios ocupados por parte de la República Árabe Saharaui Democrática— es el término que se da al territorio bajo ocupación y administración de facto marroquí desde 1975 después de la Marcha Verde en el Sahara Occidental, igualmente es separado por el muro de seguridad de los llamados Territorios Liberados de la autodenominada República Árabe Saharaui Democrática, cuya existencia no es reconocida por Marruecos.

## Historia

Muros marroquíes en el territorio del Sahara Occidental, durante la guerra del Sahara Occidental (1975-1991). En amarillo, el territorio bajo control del Frente Polisario.

Fue establecido en 1975 después de la invasión por parte de Marruecos al Sahara Español, perteneciente en ese entonces a España. Se ubica en la parte oeste del Sahara y su territorio se encuentra poblado por colonos provenientes de otras provincias marroquíes y saharauis que reconocen al gobierno de Marruecos como el legítimo dueño del Sahara Occidental. El rey de Marruecos divide el territorio ocupado en provincias, teniendo cada uno de ellas un representante de manera directa, en el intento de integrar el Sahara marroquí al resto del país, el gobierno formalmente creó provincias que incluye tanto territorio del Sahara como su propio territorio, de ahí el apelativo dado por el propio gobierno de «Provincias Meridionales».

## Desarrollo

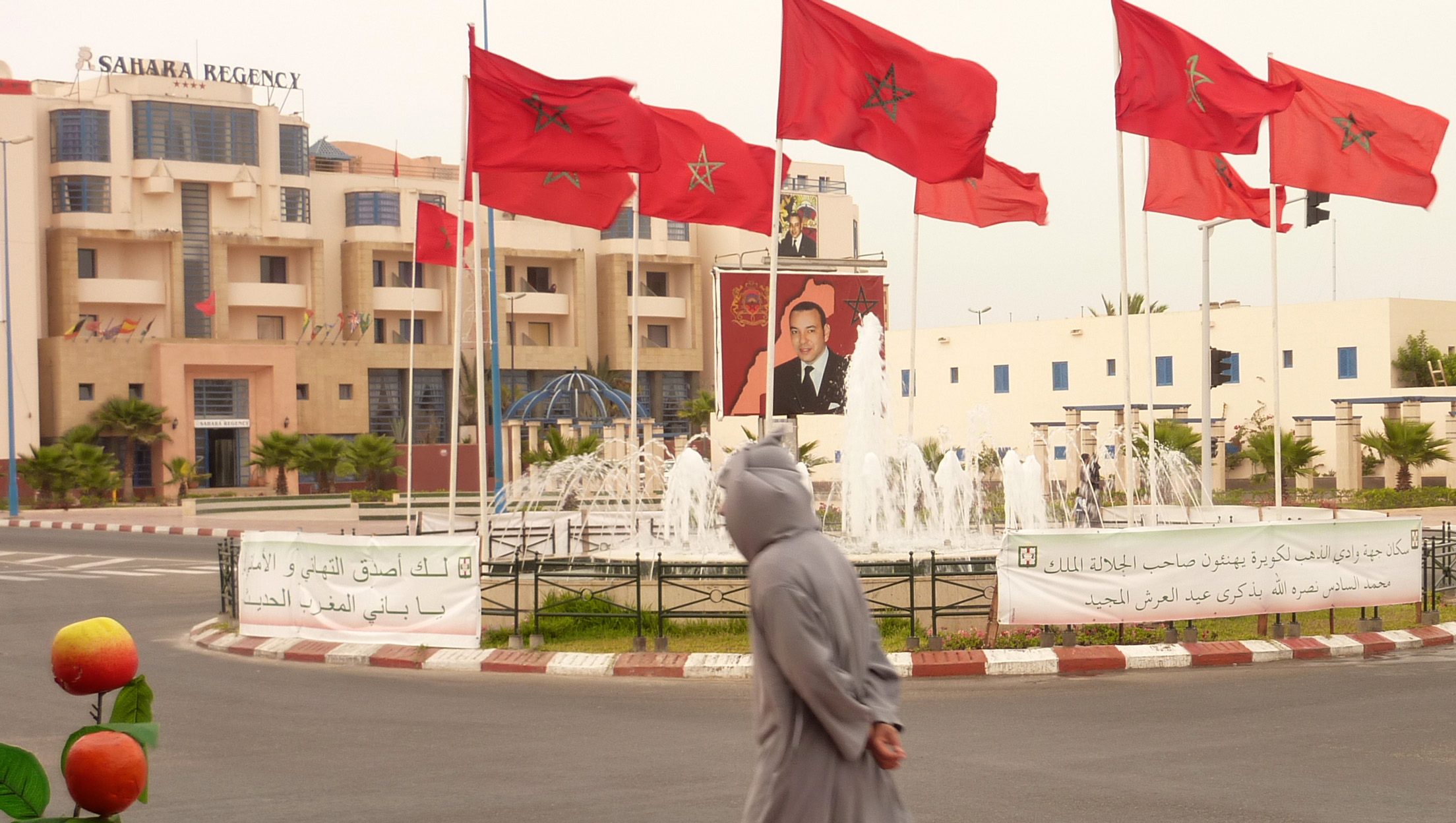
Plaza central de Dajla, decorada con banderas marroquíes en el año 2011.

Sahara Occidental
Apoya o valora la propuesta de autonomía de Marruecos
Mantiene relaciones diplomáticas con la República Saharaui o la reconoce
Reconoce la autodeterminación del pueblo saharaui, pero no reconoce a la República Saharaui ni mantiene relaciones diplomáticas con ella
Retiró o congeló el reconocimiento de la República Saharaui sin expresar apoyo a la reivindicación de Marruecos
No ha expresado ninguna posición o ha expresado opiniones contradictorias

En el ámbito económico el área ocupada por Marruecos es la parte más desarrollada y urbanizada del Sahara Occidental[cita requerida], siendo la zona donde se encuentran las principales ciudades como El Aaiún y Dajla, el país suele gastar buena cantidad de sus ingresos per cápita en la inclusión económica del área ocupada al resto del país. El economista independiente Fouad Abdelmoumni llegó a la conclusión de que «el coste [del desarrollo del Sahara Occidental] es sencillamente el no desarrollo de Marruecos». Las costa del océano Atlántico que bañan al Sahara Occidental también se encuentran en la zona de ocupación pero Marruecos no puede aprovecharlas por orden de exclusión económica liderado por el Tribunal General de la Unión Europea.

## Organización territorial
Marruecos incluye el Sahara Occidental dentro de su organización territorial. Tres de sus regiones se encuentran parcialmente o totalmente dentro del territorio del Sahara Occidental.

Guelmim-Río Noun (Parcialmente dentro del Sahara Occidental)
El Aaiún-Saguía el-Hamra (Parcialmente dentro del Sahara Occidental)
Dajla-Río de Oro (Totalmente dentro del Sahara Occidental)